# بوب فانس
بوب فانس (بالإنجليزية: Bob Vance)‏ (29 ديسمبر 1924 في نيوزيلندا - 7 نوفمبر 1994) هو لاعب كريكت نيوزلندي. لعب مع Wellington cricket team ‏.

## وصلات خارجية
- بوب فانس على موقع إي آس بي آن كريك إنفو (الإنجليزية)